# Mohamed Dellahi Yali
Mohamed Dellahi Yali, né le 7 janvier 1996 à Nouakchott, est un footballeur international mauritanien. Il joue au poste de milieu défensif ou de défenseur central au Al-Kahrabaa Sports Club en Irak.

## Biographie

### En club
Mohamed Dellahi Yali joue pour l'AS Garde nationale puis pour le FC Tevragh Zeïna et rejoint en 2016 le FC Nouadhibou.
En mars 2017, il part pour le club letton du FK Liepāja, mais ne joue que trois matchs et quitte le club au mois de juin.
Dellahi fait alors son retour à Nouadhibou puis à Tevragh Zeïna en janvier 2018.
Un an plus tard, il rejoint le club algérien du DRB Tadjenanet. Après la relégation du club en deuxième division, il rejoint le NA Hussein Dey à l'été 2019.
En 2020, il fait à nouveau son retour au FC Tevragh Zeïna.
Après un passage au DRB Tadjenanet, Dellahi rejoint le NA Hussein Dey à l'été 2019.

### En sélection
Mohamed Dellahi Yali honore sa première sélection en équipe de Mauritanie A le 5 septembre 2015 lors d'un match de qualification à la CAN 2017 contre l'Afrique du Sud.
Il dispute successivement la Coupe d'Afrique des nations 2019 et la Coupe d'Afrique des nations 2021, et dispute lors de chaque édition tous les matchs de son équipe. En décembre 2023, il est retenu dans la liste des vingt-cinq joueurs mauritaniens sélectionnés par Amir Abdou pour disputer la Coupe d'Afrique des nations 2023. Lors du match contre l’Algérie, après un magnifique but, il dédie son but à Karim Amar Bensaber. Il devint un héros national. Ce but élimine l'Algérie de la CAN, deuxième élimination au premier tour consécutive pour cette dernière. Ce fut la première victoire de la Mauritanie en CAN, ainsi que la première qualification de la Mauritanie en phase finale d'une CAN.